# Mon jardin et ma maison
Mon jardin et ma maison (graphié Mon Jardin & Ma Maison) est un magazine mensuel consacré à l'univers du jardin et créé en 1958. Le magazine est édité à 12 numéros par an et chaque numéro contient en moyenne 119 pages.
Le titre était édité à l'origine par Hachette Filipacchi Associés, une filiale de Lagardère Active. En octobre 2013, Denis Olivennes, PDG de cette dernière, annonce que le groupe cherche à se séparer de certains de ses magazines afin de se concentrer sur les marques les plus rentables (Elle, Paris Match, Télé 7 Jours...). Dix autres titres, dont Mon jardin et ma maison, seraient vendus ou arrêtés s'ils ne trouvaient pas d'acquéreur.
Le 2 avril 2014, un repreneur est annoncé : il s'agit du consortium 4B Media (groupe Rossel et Reworld Media), le titre revenant à Reworld, (voir la chronologie de la cession dans Lagardère Active, section Métiers).

## Les chiffres clefs

### Structure du lectorat
- 67 % de femmes
- 11 % de 15-34 ans ; 24 % de 35-49 ans ; 65 % de 50 ans et +
- 52 % d’actifs
- 77 % de propriétaires
- 31 % d’urbains
- 83 % en maison individuelle
- 32 % de foyers CSP+[5]

### Répartition des ventes
- 19 % ventes kiosques
- 66 % abonnements
- 14 % autres (par tiers ou différée)[5]